# Виленский, Борис Соломонович
Борис Соломонович Виленский (17 августа 1903, Кострома — 13 мая 1970, Москва) — советский архитектор. Заслуженный архитектор РСФСР.

## Биография

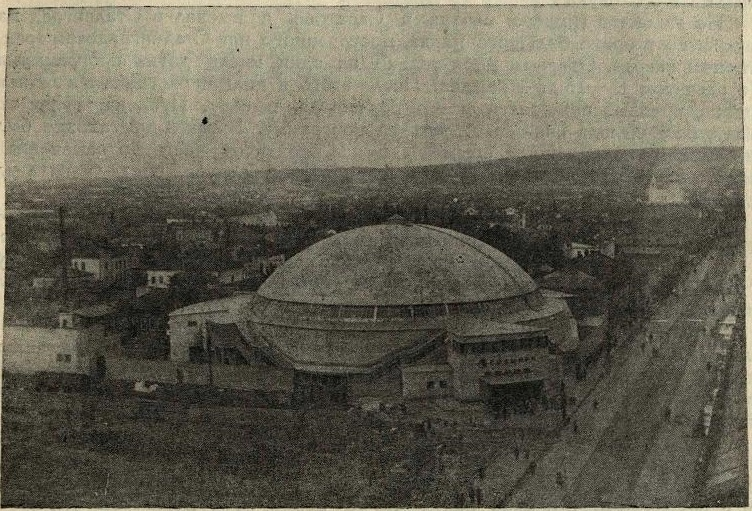
Саратовский госцирк

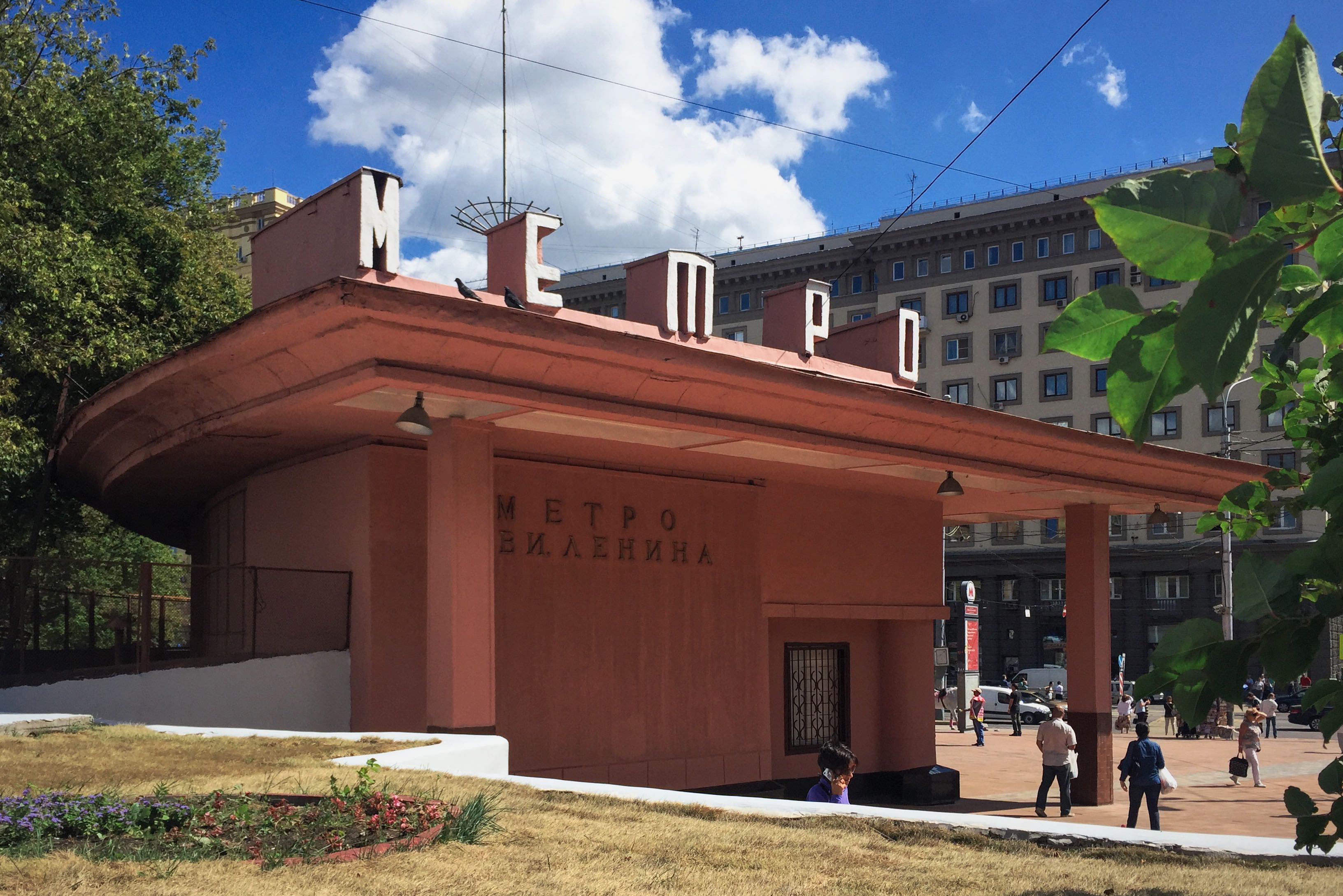
Вестибюль станции метро «Красносельская»

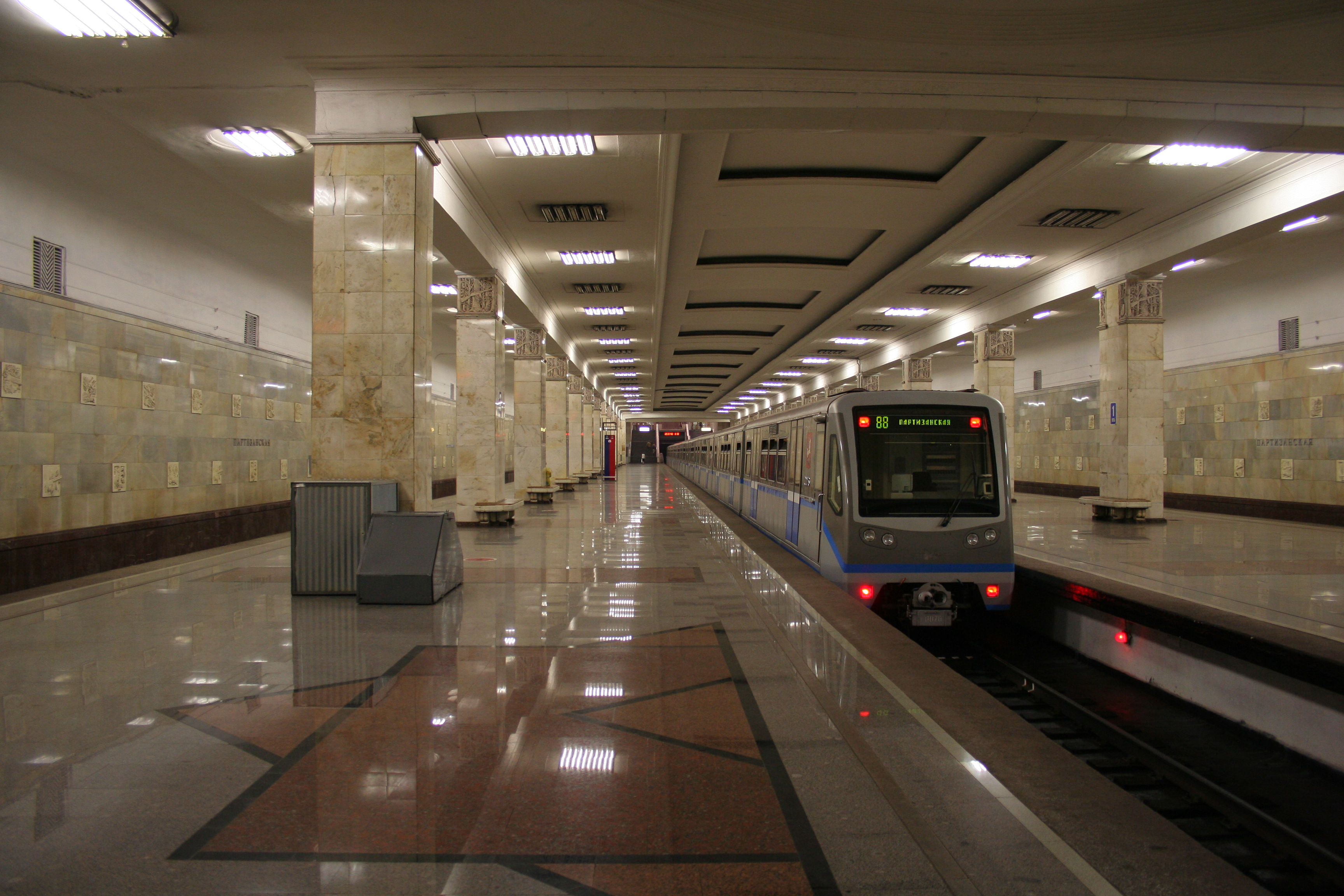
Станция метро «Партизанская»

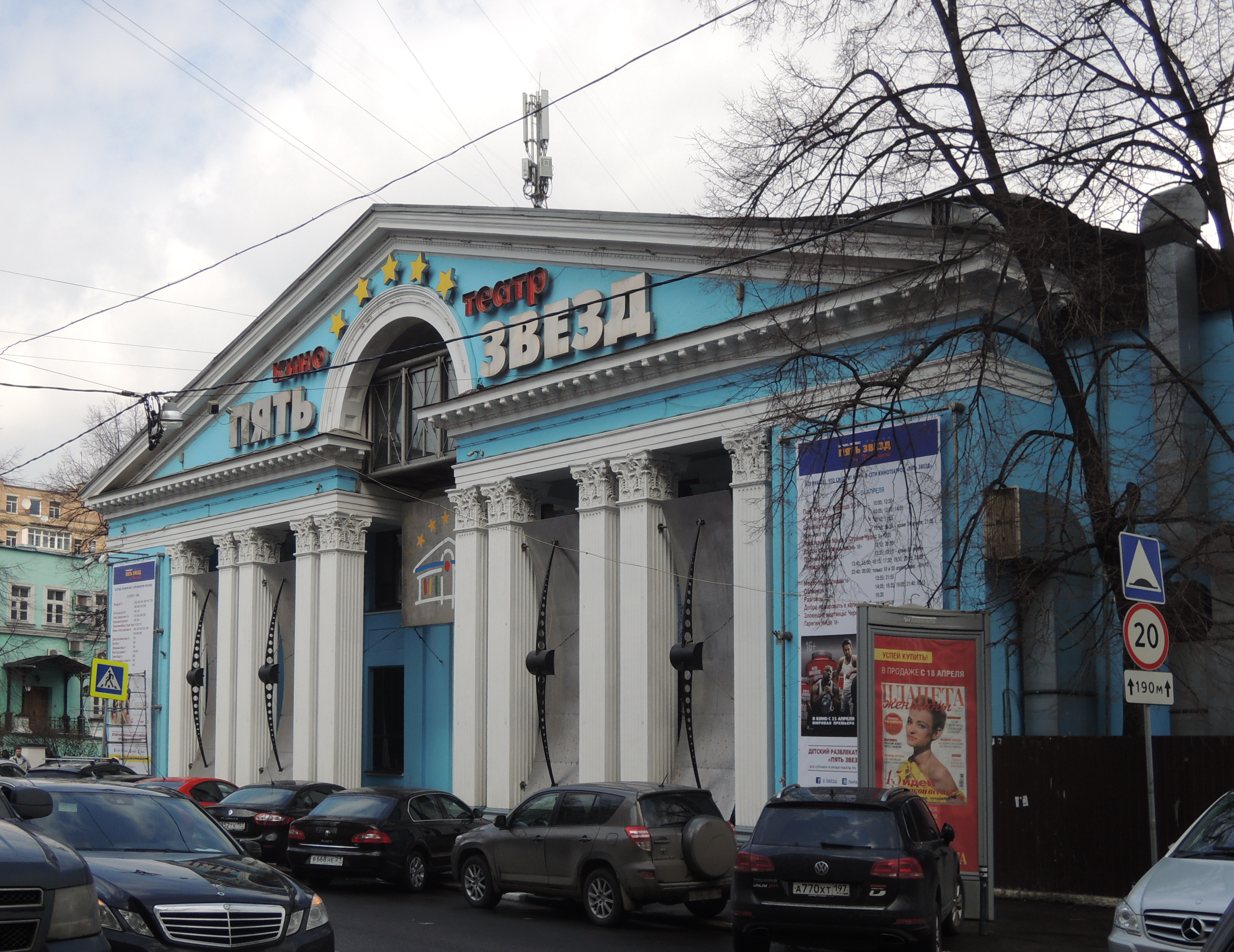
Кинотеатр на улице Бахрушина

Родился 17 августа 1903 года в Костроме в семье служащего. С 1906 по 1917 год жил в Санкт-Петербурге. В 1917 году, после Октябрьской революции, вместе с семьёй переехал в Москву, где его отец стал во главе управления национализированных предприятий.
В 1919 году, учась в последнем классе средней школы, стал посещать Свободные художественные мастерские. Окончив школу в 1919 году, до 1921 года продолжал занятия в Свободных художественных мастерских, где учился живописи в классе К. А. Коровина, затем А. Е. Архипова. Параллельно работал в Главполитпросвете и «РОСТА» в качестве корреспондента особых заданий агитотдела и центральной информации. В 1921 году коллегией Главполитпросвета был командирован на учёбу во ВХУТЕМАС, архитектурный факультет. В 1927 году окончил ВХУТЕМАС по классу А. В. Щусева, защитив дипломный проект на тему «Планировка и центральные сооружения Новой Нижегородской ярмарки» и получив звание архитектор-художника.
Ещё во время учёбы принял участие в конкурсе Военно-Строительного управления РККА на проект здания штаба части, получил 2-ю премию. Проходил строительную практику в Баку и Сызрани, а также в мастерской А. В. Щусева в Москве. После окончания института был призван в РККА. Окончив там специальные курсы, вышел в запас среднего комсостава.
С 1928 года занимался архитектурно-проектной деятельностью. С 1928 по 1931 год работал в качестве архитектора-проектировщика в строительной конторе Московского союза потребительских обществ (МСПО). С 1931 по 1933 год был руководителем архитектурной секцией Строительного управления Гипроавтотранса, потом — руководителем парковой группы и заместителем руководителя художественного сектора архитектурно-планировочного управления Моссовета. После реорганизации этого управления работал архитектором-автором сперва в 9-й проектной мастерской Моссовета (руководитель П. А. Голосов), а затем во 2-й архитектурно-проектной мастерской Наркомтяжпрома.
В 1934 году, во время работы в мастерской П. А. Голосова, получил 2-й премию на конкурсе на лучшую станцию и был включён в авторскую группу архитекторов строительства 1-й очереди Московского метрополитена. В 1936 году был направлен в аспирантуру Академии архитектуры СССР, которую окончил в 1939 году.
В 1937 перешёл на работу во 2-ю архитектурно-проектную мастерскую Наркомторга СССР. В 1938—1939 годах руководил архитектурной мастерской городского оформления при Моссовете. В 1938—1939 годах являлся помощником главного архитектора ВСХВ по внешнему оформлению. В 1939 году стал главным архитектором зала градостроительства в советском павильоне на Всемирной выставке в Нью-Йорке. В 1940 году был направлен в присоединённые к СССР районы Белоруссии и Украины для устройства там выставок советской архитектуры. В 1940 году перешёл на работу в Метрострой.
С 1933 года работал в основном в области малых архитектурных форм, внешнего оформления и интерьеров общественных зданий. С 1932 года на протяжении нескольких лет занимался праздничным оформлением Москвы (в большинстве случаев вместе с Я. Д. Ромасом). Автор проектов внешнего оформления городских магистралей, интерьеров общественных зданий, фонтанов, павильонов и других малых архитектурных форм.
Среди крупных работ 1930-х годов проекты водных вокзалов в Уфе (совместно с В. А. Ершовым) и в Ленинграде (совместно с М. Т. Смуровым), проект санатория «Восток-Золото» в Кисловодске, проект автовокзала в Тифлисе, санатория Наркомторга в Хосте, павильона «Советская Арктика» на ВСХВ (совместно с Г. И. Глущенко). Однако основными проектами Б. С. Виленского стали станции Московского метрополитена. По его проекту был построен наземный вестибюль и станция «Красносельская» (совместно с В. А. Ершовым), станция и интерьеры вестибюля метро «Аэропорт» (совместно с В. А. Ершовым), станция и наземные вестибюли метро «Измайловский парк» (ныне «Партизанская»). В конце 1940-х годов представил конкурсный проект станции метро «Белорусская» Кольцевой линии (совместно с И. А. Французом; не реализован).
После начала Великой Отечественной войны занимался работами по маскировке в Астрахани, Москве и Сталинграде. В 1942 году был назначен руководителем архитектурно-проектной мастерской Гипроавиапрома. С 1944 года работал в системе Метростроя. В 1945 году был назначен заместителем начальника Союзтранспроекта по вопросам архитектуры, продолжая работать автором-архитектором Метростроя. С 1946 по 1947 год руководил архитектурно-проектной мастерской Мосгорпроекта. В 1949—1957 годах — на должности главного архитектора архитектурно-проектной мастерской интерьера и реставрации памятников архитектуры Мосгорпроекта, преобразованного затем в Моспроект.
С 1955 года работал во Всесоюзной торговой палате главным архитектором и художником на строительстве отдельных павильонов СССР на зарубежных международных выставках. В 1956 году дважды выезжал в командировки за границу: в Кабул (Афганистан) и в Дели, Мадрас и Бомбей (Индия) в качестве главного художника-автора выставок СССР. В 1957 и 1958 годах выезжал в Познань (Польша), где осуществил по своим проектам советские павильоны на 26-й и 27-й Международных ярмарках. В 1957 году выезжал в Буэнос-Айрес (Аргентина), где осуществил по своему проекту павильон СССР на международной выставке. В 1958 году вошёл в состав авторской группы по проектированию советского павильона на Всемирной выставке в Брюсселе (Бельгия), выезжал туда в командировку для осуществления проекта в натуре.
В начале 1960-х руководил мастерской № 18 Моспроекта. Был главным архитектором Института по проектированию внешнего благоустройства и озеленения города Москвы. В последние годы являлся руководителем мастерской № 6 Моспроекта-2.
Член Союза архитекторов СССР с 1932 года. Член президиума правления Московского отделения Союза архитекторов. Являлся докладчиком Союза советских архитекторов по вопросам строительства метро и реконструкции Москвы. С 1938 года — член художественного совета Наркомпищепрома СССР, а с 1940 года — член комиссии Архитектурно-художественного совета по внешнему оформлению города. С 1948 года — член архитектурно-художественного совета Управления по делам архитектуры города Москвы. Был членом совета Центрального дома архитектора, а затем — заместителем председателя правления Центрального дома архитектора. Состоял членом архитектурного совета Москвы и городской художественной комиссии архитектурно-планировочного управления Мосгорисполкома, а также членом художественного совета ВДНХ СССР.
В 1933—1935 годах преподавал в Инженерно-строительном институте имени В. Куйбышева и в Московском архитектурном институте.
Жил в Москве в Доме архитекторов на Ростовской набережной. Умер 13 мая 1970 года. Похоронен на Донском кладбище (уч. у колумбария 13) в общем захоронении супруги, сына, дочери и зятя.

## Основные работы
- Станции Московского метрополитена:
  - «Красносельская» (1935)
  - «Аэропорт» (1938)
  - «Партизанская» («Измайловский парк») (1944)
- здание фабрики-кухни на Ткацкой улице в Москве (1928)
- здание Саратовского цирка (1931)[4]
- здание клуба в Тушино (Москва)
- здание павильона «Центросоюз» на ВСХВ (ВДНХ СССР) (1954)
- проект канала в Уфе[16]
- проекты павильонов СССР на выставках в Бомбее, Брюсселе, Буэнос-Айресе, Дели, Кабуле, Москве, а также в Польше, ГДР и Югославии[4]
- проект посольства СССР в ФРГ (совместно с В. В. Богдановым)[17]
- проект музея В. И. Ленина в Москве (совместно с В. В. Богдановым)[17]
- кинотеатр имени Моссовета на улице Бахрушина, 25 (ныне «Пять Звёзд»; 1950, совместно с М. С. Браславским)[18]
- комплекс выставочных павильонов в парке «Сокольники» (1961)[9]

## Награды и звания
- Заслуженный архитектор РСФСР[4]

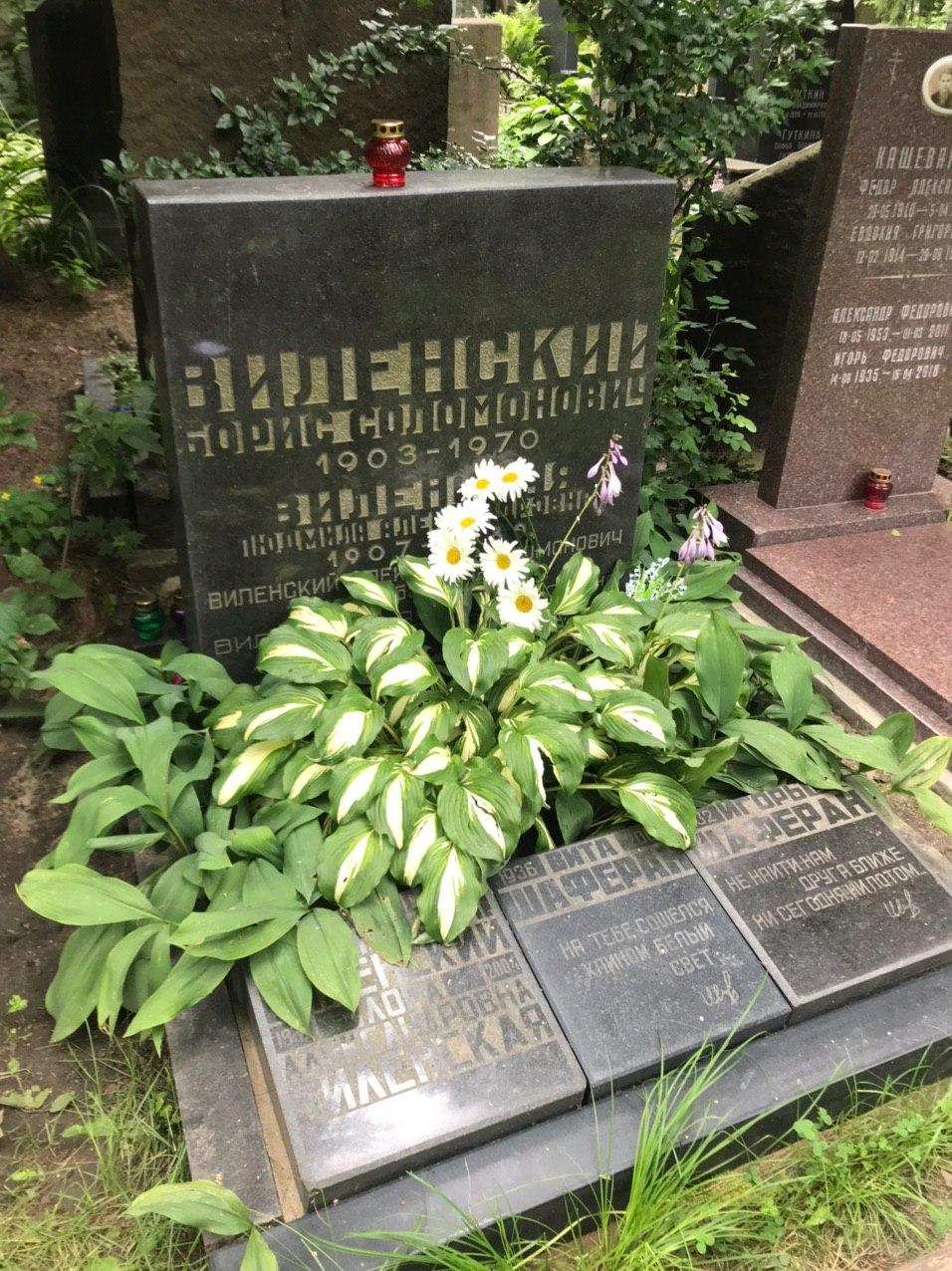
Могила Бориса Виленского
на Донском кладбище

- орден Трудового Красного Знамени (1944) — за успешное выполнение задач Государственного Комитета Обороны по строительству третьей очереди Московского метрополитена в трудных условиях военного времени[19]
- два ордена «Знак Почёта»[4]
- медаль «За оборону Москвы» (1944)[2]
- медаль «В память 800-летия Москвы» (1948)[20]
- медаль «За доблестный труд в Великой Отечественной войне 1941—1945 гг.» (1945)[20]
- знак «Почётный железнодорожник» (1946)[20]
- почётный знак Мосгорисполкома (1935)[20]

## Семья
- Жена — Людмила Александровна Виленская[13] (1907—1989)

Дети:
- Соломон Борисович Виленский (1932—1997), инженер-конструктор[13]
- Бэлла Борисовна Перля (род. 1934) — врач[13]
- Виталия (Вита) Борисовна Шаферан-Виленская (1936—2001) — инженер архитектор Моспроекта[13], была замужем за поэтом Игорем Шафераном

Внуки:
- Александр Соломонович Виленский (род. 1955)[13]
- Анна Игоревна Шаферан (род. 1965)[13]